# جون اونس
جون اونس (انگلیسی: Joan Evans؛ زادهٔ ۱۸ ژوئیه ۱۹۳۴) یک هنرپیشه اهل ایالات متحده آمریکا است.
از فیلم‌ها یا برنامه‌های تلویزیونی که وی در آن نقش داشته است می‌توان به روزانا مک‌کوی و زورو اشاره کرد.